# Демократска Република Конго на Светском првенству у атлетици на отвореном 2019.
Демократска Република Конго је учествовала на 17. Светском првенству у атлетици на отвореном 2019. одржаном у Дохи од 27. септембра до 6. октобра шеснаести пут. Репрезентацију Демократске Републике Конго представљао је један такмичар који се такмичио у трци на 100 метара. , 
На овом првенству такмичар Демократске Републике Конго није освојио ниједну медаљу али је оборио лични рекорд.

## Учесници
Мушкарци:
- Росене Мпинго — 100 м

## Резултати

### Мушкарци
| Атлетичар     | Дисциплина | Лични рекорд | Предтакмичење | Предтакмичење | Квалификације        | Квалификације        | Полуфинале           | Полуфинале           | Финале               | Финале       | Детаљи |
| Атлетичар     | Дисциплина | Лични рекорд | Резултат      | Место         | Резултат             | Место                | Резултат             | Место                | Резултат             | Место        | Детаљи |
| ------------- | ---------- | ------------ | ------------- | ------------- | -------------------- | -------------------- | -------------------- | -------------------- | -------------------- | ------------ | ------ |
| Росене Мпинго | 100 м      | 11,10        | 10,98 ЛР      | 4. у гр. 3    | Није се квалификовао | Није се квалификовао | Није се квалификовао | Није се квалификовао | Није се квалификовао | 43 / 65 (68) |        |